# Corambis
Genre
Corambis est un genre d'araignées aranéomorphes de la famille des Salticidae.

## Distribution
Les espèces de ce genre sont endémiques de Nouvelle-Calédonie.

## Liste des espèces
Selon World Spider Catalog (version 20.5, 26/11/2019) :
- Corambis foeldvarii Szűts, 2002
- Corambis insignipes (Simon, 1880)
- Corambis jacknicholsoni Patoleta & Żabka, 2019
- Corambis logunovi Patoleta & Żabka, 2019
- Corambis pantherae Patoleta & Żabka, 2019

## Publication originale
- Simon, 1901 : Histoire naturelle des araignées. Paris, vol. 2, p. 381-668 (intégral).